# Attilio Gallina
Attilio Giovanni Giuseppe Gallina (Casale Monferrato, 25 ottobre 1888 – Casale Monferrato, 11 maggio 1941) è stato un calciatore italiano, di ruolo portiere.

## Biografia
Era noto come Gallina I, in modo da distinguerlo dal fratello Giovanni (II). Durante la prima guerra mondiale fu insignito della croce al merito e fu congedato con il grado di Maggiore di complemento.

## Caratteristiche tecniche
Il giornalista Giancarlo Ramezzana lo ricorda come 
Questo gesto di respingere la palla lo portò a siglare, colpendo un compagno di squadra, la prima autorete subita dal Casale, il 25 gennaio 1914 ad Alessandria.

Sempre Ramezzana lo ricorda come 

## Carriera

### Club
Giocatore del Casale fin dalla sua fondazione, Gallina giocò la prima gara della storia della società, contro il Torino seconda squadra il 24 aprile 1910. Il Casale vinse quella partita 3-2, aggiudicandosi il titolo di Terza Categoria piemontese. Gallina rimase in squadra anche per la Seconda Categoria 1910-1911 e giocò tutte e 4 le partite disputate dal Casale. Esordì dunque in Prima Divisione il 24 settembre 1911 contro il Racing Libertas Club: al suo primo campionato in massima serie giocò 19 partite. Giocò, e vinse, la Prima Categoria 1913-1914, scendendo in campo in 27 delle 29 gare del Casale. A partire dalla stagione 1914-1915 fu rimpiazzato da Candido De Giovanni e non difese più la porta casalese.

Giancarlo Ramezzana ricorda di lui a proposito della gara del 14 maggio 1913 contro il Reading F.C. al Campo Priocco, ricordata dal comune di Casale Monferrato con l'affissione di una targa: 

## Statistiche

### Presenze e reti nei club
| Stagione        | Squadra         | Campionato      | Campionato | Campionato | Totale   | Totale |
| Stagione        | Squadra         | Comp            | Presenze   | Reti       | Presenze | Reti   |
| --------------- | --------------- | --------------- | ---------- | ---------- | -------- | ------ |
| 1910            | Casale          | PC              | 1          | -2         | 1        | -2     |
| 1911            | Casale          | SC              | 4          | -4         | 4        | -4     |
| 1911-1912       | Casale          | PC              | 19         | -26        | 19       | -26    |
| 1912-1913       | Casale          | PC              | 18         | -20        | 18       | -20    |
| 1913-1914       | Casale          | PC              | 27         | -14        | 27       | -14    |
| Totale Casale   | Totale Casale   | Totale Casale   | 69         | -66        | 69       | -66    |
| Totale carriera | Totale carriera | Totale carriera | 69         | -66        | 69       | -66    |

## Palmarès

### Club

#### Competizioni nazionali
- Terza Categoria: 1

Casale: 1909-1910
- Campionato italiano: 1

Casale: 1913-1914